# قلعه صفائیه
قلعه صفائیه مربوط به دوره قاجار است و در مبارکه، محله قهنویه، خیابان ضیایی واقع شده و این اثر در تاریخ ۲۰ اسفند ۱۳۸۵ با شمارهٔ ثبت ۱۸۱۱۵ به‌عنوان یکی از آثار ملی ایران به ثبت رسیده است.